# FM (motorfiets)
FM is een historisch Italiaans motorfietsmerk.
De bedrijfsnaam was: Ditta Molteni, Erba, Como, later Moto Molteni, later Officine Meccaniche Fratelli Molteni, Milano.
De FM werd oorspronkelijk in Erba onder de naam Molteni ontwikkeld, maar in Milaan gebouwd. Er werden aanvankelijk MAG-, maar later 348cc-Bradshaw-eencilindermotoren met oliekoeling gebruikt. De machines werden waarschijnlijk ook onder de naam Molteni verkocht. Ze hadden bijzondere aluminium frames die zo waren gemaakt dat ze geschikt waren voor vrijwel alle typen motoren. De eerste productieperiode liep van 1925 tot 1927.
De productie werd lange tijd onderbroken maar daarna kwam er een 125cc-tweetakt-model. In 1950 bouwde men een 125cc-scooter. Deze had een ruggengraatframe waarin ook de tank, de koplamp en de zadelpen waren opgenomen. In 1952 werd deze scooter nog gemoderniseerd en hij bleef tot 1954 in de handel.